# Quelentaro
Quelentaro fue un grupo de folklore chileno, fundado en 1964 por Valericio Leppe, Oseas Leppe, Mauricio Gangas y Gastón Guzmán, en la Central Rapel (Región de O'Higgins). Esto, debido al entorno laboral de los mencionados, no obstante los hermanos Gastón y Eduardo Guzmán eran oriundos de la ciudad de Angol, Provincia de Malleco, Región de la Araucanía, quienes dieron continuidad a la entidad de Quelentaro desde 1969 hasta el final.
Quelentaro en mapudungún significa «cola de traro». Sin embargo, el nombre de la banda no fue escogido por su etimología, sino por un estero cercano a la Central Rapel.[cita requerida]

## Historia

### Inicios
Quelentaro se formó hacia 1964. Sus miembros originales eran Valericio Leppe, Oseas Leppe, Mauricio Gangas y Gastón Guzmán. Posteriormente, en 1965, se incorporaron Ary Enaldo Álvarez y Eladio López, quienes reemplazaron a Oseas Leppe y Mauricio Gangas, respectivamente. Eso sí, los hermanos Guzmán Muñoz (Gastón y Eduardo), nacidos de ancestros campesinos (en Angol), fueron los miembros más estables durante la mayor parte de la carrera del grupo. El caso de Eduardo Guzmán - en esta primera etapa - destaca en el ámbito de la composición, pues es el autor de la mayor parte de las letras, aunque como intérprete, es sólo a contar de 1969 que adquiere presencia regular como tal. Las primeras grabaciones históricas se realizaron en los estudios de Radio Serrano de Melipilla, en 1965: la copla El Velorio (de Roberto y Valericio Leppe), junto con la tonada Indio Muerto (de Gerardo López, de los Fronterizos).
Su primer trabajo discográfico lo realizan de invitados en el disco LP Carpa de La Reina patrocinado por Violeta Parra (editado en 1966), quién ayudaría a Quelentaro en sus primeros pasos. A ello siguen los discos singles (45 rpm) "Acompáñenme a llorar" / "El letrado, y "El Palomo / "Alma en Pena", también editados en 1966, y distribuidos por el sello EMI Odeón. A la vez, parte de estos temas se incorporarán a su primer LP, "Coplas al Viento", cuyo período de grabación fue también en 1966, pero editado en 1967 por sello EMI Odeón, que será la casa discográfica con la que sacarán casi todas sus producciones hasta 1989.
Luego de grabar el disco Huella Campesina en el año 1967 (editado en 1968) el grupo - como tal - se disuelve, pasando a ser Quelentaro el dúo formado por Gastón Guzmán y Valericio Leppe, quienes en 1968 graban el LP "Leña Gruesa" (editado en 1969). Pero Valericio Leppe se retira, y ya en 1969 el dúo pasa a ser integrado por los hermanos Guzmán. El dúo lanza diversos álbumes de remarcado éxito y para el gobierno de Salvador Allende (1970-1973) el grupo es parte de actuaciones auspiciadas por el gobierno en sindicatos, peñas y televisión.

### Durante la dictadura militar
Para el golpe de Estado en Chile de 1973 y posterior inicio de la dictadura militar, Eduardo debe irse exiliado de Chile, para no volver definitivamente hasta 19 años después. En su paso por Argentina y Canadá, Eduardo escribe diversas cartas a su hermano Gastón, quien las musicaliza. En Argentina - durante una estadía temporal de Gastón - graban en noviembre de 1974 el LP "Quiebracanto, Tiempo de Amor" (aparecido en 1975, sello EMI London SAIC  de Argentina). En realidad, usó el nombre (como dúo) de Quiebracanto, por asuntos legales. La mayor parte de las canciones de este LP fueron regrabadas por Gastón a su regreso a Chile, ahora en el LP "Tiempo de Amor", editado en 1976 por la EMI Odeón de Chile, pues - por el asunto legal mencionado - el LP Quiebracanto Tiempo de Amor, prácticamente no se conoció en Chile. Al año siguiente (1977)aparece el disco Qué de caminos. Todo el período dictatorial Gastón asume el rol de Quelentaro, y sigue haciendo presentaciones. Para 1979 se edita el disco LP Buscando Siembra, que incluye uno de los temas más emblemáticos del grupo -Copla del Hijo- en su versión más conocida, pues ya había sido grabado en 1974 en LP "Quiebracanto, Tiempo de Amor".
Durante los próximos años el Quelentaro seguirá editando álbumes y realizando giras nacionales. En lo internacional, destaca la gira por Europa y Norteamérica, entre septiembre y noviembre de 1981.

### Retorno a la democracia
Después de la tormenta, producción de 1989, es el último LP antes del fin de la dictadura. El dúo, tras el regreso definitivo de Eduardo en diciembre de 1992, vuelve a realizar presentaciones a lo largo de Chile, y para 1996 lanzan el disco 8 de Marzo, distribuido por el sello BMG.
Durante la década de 1990, el sello EMI edita varios compilados del grupo en CD. Entre los discos editados destaca Buscando Siembra, Después de la Tormenta de 1995.

### sigloXXI
En 2002 se lanza 8 de Marzo (nueva versión), con los mismos temas del aparecido en 1996, pero en nuevas grabaciones y otras más que les fueron añadidas (sello Warner Music). Ese mismo año, el dúo lanza su primer libro Amanocheciendo, que recorre su obra musical.
Ya en el 2003, el grupo recibe el merecido pero tardío premio Presidente de la República por su aporte a la música chilena.
En 2005 es el turno de su segundo libro Desde mi cuarto, poemario histórico de su trabajo artístico, y de su disco Por Siempre que surge como modo de re-crear en vivo canciones anteriores, pero con versiones en concierto.
El 24 de abril de 2012, Eduardo Guzmán fue internado en el Hospital Clínico de la Universidad Católica debido a un accidente cerebrovascular de carácter grave. Sus tres hijos, criados en Canadá desde su exilio en 1973, viajaron a Chile para estar con él. El día lunes 30 de abril, a las 4:30 horas, falleció producto de dicho accidente, pidiendo que su funeral se hiciera de manera íntima y tranquila.
Las últimas grabaciones de los hermanos Guzmán fueron en los CD, "Coplas Libertarias para Historia de Chile" (4 volúmenes), aparecidos en 2007 y 2011. Cabe destacar que hubo grabaciones anteriores de éstas en dos volúmenes, publicados en 1969 y 1972, respectivamente. La diferencia es que en los últimos años, el trabajo se rehízo con nuevas versiones y nuevas grabaciones, en las cuales se completó el período de la Independencia de Chile.
A pesar de la ausencia definitiva de Eduardo, Gastón prosiguió sus presentaciones, casi siempre en compañía de René Valencia (dúo-contracanto), e incluso sacó una nueva producción, llamada "Copla del Hijo", aparecida en agosto de 2013, que incluye una nueva versión en estudio (la tercera) del tema homónimo. En realidad, la mayoría de los temas ya habían sido grabados antes, pero ahora en nuevas versiones y arreglos; en los nuevos (no grabados en estudio) destacan "Mi Apoyo" y "Padre Provinciano".
El 28 de agosto de 2019, falleció Gastón Guzmán Muñoz, dando lugar con esto al cese de actividad de Quelentaro, como tal. Sin embargo, hay quienes han seguido su huella y tributo, como el dúo Leña Gruesa, el grupo Antumanque, y la familia Valencia (integrantes del dúo Contracanto, en actividad entre fines de los 1970 y primera parte de los 1980).

## Miembros[1]
- Gastón Guzmán Muñoz (1964-2019): voz y guitarra
- Eduardo Guzmán Muñoz (1969-2012): voz y guitarra
- Valericio Leppe (1960-1969): voz y guitarra
- Oseas Leppe (1964-1965): voz y guitarra
- Mauricio Gangas (1964-1965): voz y guitarra
- Eladio López (1965-1968): voz y guitarra
- Ary Enaldo Álvarez (1965-1968): voz y guitarra
- Hernán Galleguillos (1968): voz y guitarra

## Discografía oficial

### Álbumes
- 1967 - Coplas al viento
- 1968 - Huella campesina
- 1969 - Leña gruesa
- 1969 - Coplas libertarias a la historia de Chile, Vol.1
- 1970 - Judas
- 1972 - Cesante
- 1972 - Coplas libertarias a la historia de Chile,
- 1975 - Quiebracanto, tiempo de amor
- 1976 - Tiempos de amor
- 1977 - Qué de caminos
- 1979 - Buscando siembra
- 1982 - Lonconao
- 1983 - Reverdeciendo
- 1985 - Aquiebracanto
- 1988 -  "En Vivo" (grabado en 1985, en vivo, Teatro Gran Palace)
- 1989 - Después de la tormenta
- 1996 - 8 de marzo
- 2002 - 8 de marzo, volumen 2
- 2005 - Por siempre (grabado en 2003, en vivo)
- 2007 - Coplas libertarias a la historia de Chile, Vol. 1 y 2 (nuevas versiones)
- 2011 - Coplas libertarias a la historia de Chile, Vol. 3 y 4
- 2013 - Copla del hijo

### Colaboraciones
- 1966 - Carpa de La Reina (de Violeta Parra)
- 1978 - Misa de Los Andes (varios intérpretes)
- 1979 - El cantar de la yunta (varios intérpretes)

### Libros
- 2002: Amanocheciendo (LOM Ediciones)
- 2005: Desde mi cuarto (Editorial GUIRAKA)
- 2011: Coplas libertarias a la historia de Chile vol I, II, III y IV (autogestión con auspicio de la Municipalidad de Maipú)
- 2013: Coplas al viento (autogestión)

#### Libros acerca de quelentaro
- 2004: Quelentaro por dentro (Editorial Universidad de Los Lagos, Osorno), de Antolin Guzmán Valenzuela
- 2023: "Los hermanos Eduardo y Gastón Guzmán, Quelentaro; Una Biografía Testimonial", de Carlos Rodríguez González